# Гелланик
Гелланик (Гелланик Митиленский, Гелланик Лесбосский, др.-греч. Ἑλλάνικος, лат. Hellanikos из Митилены на Лесбосе, ок. 485 — ок. 400 гг. до н. э.) — древнегреческий историк, современник Геродота.
Согласно Суде, жил какое-то время при дворе одного из македонских правителей и умер в Перперене. Писал на ионийском диалекте. На Гелланика ссылается Плутарх, когда сообщает, что амазонки переправлялись через Боспор Киммерийский по льду.
Гелланик считается последним ионийским логографом. Позднейшие историки (Фукидид, затем Ктесий, Эфор, Теопомп, Диодор, Плутарх и др.) черпали материал из произведений Гелланика. Известно 28 сочинений, приписываемых Гелланику, но большая часть из них, по мнению историков, написана другими авторами.
Сочинение «Атлантида» было собранием мифов о потомках Атланта, согласно выводам А. И. Немировского, имевшим отношение к мифологии Крита. Именно к трудам Гелланика восходят рассказы об участии в основании Рима троянцев (Энея) и о происхождении этрусков от пеласгов, получившие в дальнейшем широкое распространение.